# Pirata molensis
Pirata molensis là một loài nhện trong họ Lycosidae.
Loài này thuộc chi Pirata. Pirata molensis được Embrik Strand miêu tả năm 1908.